# Medaglia al merito della redenzione sociale
La medaglia al merito della redenzione sociale è un riconoscimento italiano destinato a premiare enti o persone che si siano particolarmente distinti nello svolgere opera per la emenda, la rieducazione e la riabilitazione dei detenuti e dei minorenni traviati e per l'assistenza ai liberati dal carcere.

## Regno d'Italia

### Diploma al merito della redenzione sociale
Fu istituita inizialmente come diploma al merito della redenzione sociale nel 1922 per premiare gli enti o le persone che si fossero particolarmente distinti nello svolgere opera per la emenda, la rieducazione e la riabilitazione dei detenuti e dei minorenni traviati e per l'assistenza ai liberati dal carcere.
Tale diploma era conferito dal Ministero dell'interno in tre gradi: il secondo grado per essersi distinti in modo speciale e il primo essersi distinti in modo eminente.

### Medaglia al merito della redenzione sociale
Con l'art. 24 del Regio decreto n. 1890 del 1923 agli insigniti dei diplomi di primo, secondo e terzo grado, fu data la facoltà di fregiarsi, rispettivamente, di una medaglia d'oro, d'argento o di bronzo.
Il numero dei diplomi che potevano essere annualmente conferirti fu limitato a 10 per il primo grado, a 60 per il secondo e a 120 per il terzo.
La distribuzione dei diplomi si faceva di regola due volte all'anno, nelle ricorrenze del capo d'anno e della festa dello Statuto.

### Insegne
Le medaglie hanno un diametro di tre centimetri e mezzo e recano:
sul rectol'effigie del Re
sul versouna corona di alloro con la leggenda «al merito della redenzione sociale».
Si portavano appese alla parte sinistra del petto con un nastro di seta di color rosso vivo avente in mezzo una fascia coi colori nazionali orlati da una linea bianca.
I nomi degli insigniti del diploma erano pubblicati nella Gazzetta Ufficiale.

## Repubblica
La versione "repubblicana" della medaglia fu definita con la Legge n. 375 del 1951 con la quale è stato modificato l'art. 24 del R. decreto n. 1890 del 1923.
Il numero dei diplomi al merito della redenzione sociale, istituiti col decreto 19 ottobre 1922, n. 1440, è stato limitato annualmente a 20 per il primo grado, a 90 per il secondo, a 160 per il terzo.

### Insegne
Le medaglie, d'oro, di argento o di bronzo, hanno un diametro di 3,5 cm. e recano:
sul rectol'emblema della Repubblica con la  scritta all'intorno "Repubblica italiana"
sul versouna corona di alloro con la leggenda «al merito della redenzione sociale».
Si portano alla parte sinistra del petto, appese ad un nastro di seta di colore rosso vivo avente  in mezzo una fascia coi colori nazionali orlata di una linea bianca.
I nomi degli insigniti del diploma vengono pubblicati nella Gazzetta Ufficiale.